# Mimodactylus libanensis
Mimodactylus libanensis — вид птеродактилів родини Mimodactylidae, що існував у крейдовому періоді (95 млн років тому).

## Скам'янілості
Рештки птерозавра знайдено у 2017 році в Лівані за 10 км від міста Бібл. Скелет був придбаний анонімним благодійником та подарований Музею корисних копалин у Бейруті. На основі знахідки у 2019 році науковцями Університету Альберти описано новий вид та рід. Голотип зкаладається з майже повного скелета з черепом та нижньою щелепою.

## Опис
Птерозавр мав розмах крил 132 см. Череп відносно широкий, але загострений на морді. Верхня щелепа мала одинадцять зубів. Нижня щелепа завдовжки 105 мм, мала 42 зуби. Зуби конічні, з овальним перерізом.
Тварина жила на західному узбережжі мілководного океану Тетіс. На східному узбережжі Тетіса (нині територія Китаю) жив схожий птерозавр Haopterus. Їх об'єднали у родину Mimodactylidae. Птерозавр, ймовірно, живився ракоподібними та кальмарами, на яких полював з повітря.